# صرب‌های کرواسی
صرب‌های کرواسی با فاصله زیاد بزرگترین اقلیت در این کشور هستند. مذهب بیشتر ایشان مسیحیت ارتدکس شرقی است. آن‌ها به صربی و کرواتی صحبت می‌کنند و از الفبای لاتین و سیریلیک استفاده می‌نمایند.
بسیاری از صرب‌های سرشناس کرواسی در سطح بین‌المللی شناخته شده‌اند که از میانشان می‌توان نیکولا تسلا، میلوتین میلانکویچ، راده شربجیا، سینیشا میهایلوویچ و پژا استوجکوویچ را نام برد.